# Massa de Planck

Unidades derivadas.

A massa de Planck é a unidade de massa, notada por mP, no sistema de unidades naturais conhecido por unidades de Planck. Nomeadas em homenagem a Max Planck, é a massa para a qual o raio de Schwarzschild é igual ao comprimento Compton dividido por π.
O valor da massa de Planck {\displaystyle (M_{p})} se expressa por uma fórmula que combina três constantes fundamentais, a constante de Planck (h), a velocidade da luz (c) e a constante de gravitação universal (G):
{\displaystyle m_{P}={\sqrt {\frac {\hbar c}{G}}}} ≈ 1,2209 × 1019 GeV/c² = 2,176 × 10-8 kg
sendo {\displaystyle \hbar ={\frac {h}{2\pi }}} a constante reduzida de Planck.
A CODATA 2002 - recomendou que o valor para a massa de Planck é 2,176 45(16) × 10−8 kg, aonde a parte entre parênteses indica a incerteza nos últimos dígitos mostrados — que é, um valor de 2,17645 × 10−8 kg ± 0,00016 × 10−8 kg.
Físicos de partículas e cosmólogos frequentemente usam a massa Planck reduzida, a qual é
{\displaystyle {\sqrt {\frac {\hbar {}c}{8\pi G}}}} ≈ 4,340 µg.
Adicionando o 8π simplifica várias equações em gravidade.
Diferentemente da maioria das outras unidades de Planck, a massa de Planck está em uma escala mais ou menos concebível a humanos, como a massa corporal de uma pulga é aproximadamente 4000 a 5000 mP.

## Significância
A massa de Planck é a massa de um buraco negro no qual o raio de Schwarzschild multiplicado por π iguala seu comprimento de onda de Compton. Isto pode ser pensado como da massa em que uma partícula tem a mesma energia ({\displaystyle E=mc^{2}}) que um fóton de comprimento de onda λ {\displaystyle ({\mbox{E}}\ ={\frac {hc}{\lambda }}),}  onde λ dividido por π é também o raio no qual a velocidade de escape torna-se maior que a velocidade da luz {\displaystyle ({\frac {\lambda }{\pi }}={\frac {2Gm}{c^{2}}})}, causando na partícula o colapso contínuo sobre si própria. Em outras palavras, é o raio do qual um buraco negro é aproximadamente o comprimento de Planck, o qual acredita-se ser a escala de comprimento na qual tanto a relatividade quanto a mecânica quântica simultaneamente tornam-se importantes.
Em outros termos, a massa de Planck é a quantidade de massa que, incluida em uma esfera cujo raio fosse igual ao comprimento de Planck, geraria uma densidade da ordem de 1093 g/cm3. Segundo a física atual, esta teria sido a densidade do Universo após um intervalo de tempo da ordem de {\displaystyle {10}^{-43}} segundos depois do Big Bang, o chamado tempo de Planck.